# Шадим
Шади́м (рос. Шадым, ерз. Шадым) — село у складі Ковилкінського району Мордовії, Росія. Входить до складу Казенно-Майданського сільського поселення.

## Географія
Село Шадим розташоване на південному заході Мордовії в басейні річки Мокша.
Названо походить від річки Шадим. В середині XIX століття на цій річці було декілька населених пункти з гідронімічною назвою: Шадим, Шадимський Майдан і Шадим-Рискіно.

## Історія
Перші згадки про село були знайдені в архівах міста Пензи в 1636 році. В «Списку населених місць Пензенської губернії» (1869) Шадим — казенне село з 119 дворами Інсарского повіту. Першими жителями в Інсарських місцях були мордва, потім — татари, а в першій чверті XVII століття з'явилися і росіяни, вихідці з меж Московської держави, яких вабили природні багатства. У старовинних документах згадуються мордовські селища Челмодеєво, Шадим, Верхіси, про які йдеться, що вони перебували на степовій, тобто протилежної від межі, стороні. Це значить, що з'явилися вони раніше Інсара. 6 вересня 1768 року Шадим відвідав академік Петер-Симон Паллас, який зробив докладний етнографічний опис життя цього населеного пункту.
До утворення Мордовської Автономної Республіки село Мордовский Шадим входило до складу Наровчатського повіту Пензенської губернії. Корінні жителі села — мокшани з населенням понад 1000 осіб. Давнє поселення жителів села Шадим знаходилося за 1,5 км від сучасного села на лівому березі річки Шадимка і датується приблизно 6 — 9 століттями. Тут були знайдені сліди господарської діяльності давніх мешканців. Це залишки споруд, безліч берестяних грамот, вироби з кісток тварин. Виготовлені з кісток інструменти вказують на те, що жителі займалися тваринництвом. Мешканці села мали економічні і торговельні зв'язки з сусідами, так як були знайдені скляні намиста, які місцеві жителі не виготовляли.
Сучасний Шадим почав забудовуватися навколо джерел. Основним заняттям мешканців було землеробство. У 1893 році в селі була зведена дерев'яна церква, яка діяла до 1952 року, потім була перетворена в семирічну школу. В післявоєнні роки економіка господарства відновлювалося повільно. В 70-ті роки в селі розпочалося будівництво тваринницьких ферм, а в 1993 році був утворений радгосп «Шадимський».

## Населення
Населення — 364 особи (2010; 361 у 2002).
Національний склад станом на 2002 рік:
- мордва — 96 %

## Господарство
В сучасному селі знаходиться:
- ФАП;
- початкова школа;
- пошта;
- бібліотека;
- Будинок культури;
- 2 крамниці;
- пам'ятник загиблим в роки Німецько-радянської війни.
- Храм святого Василя Великого.

У селі  знаходиться церква святого Василя Великого.